# Álgebra de Banach
En matemáticas, especialmente en el análisis funcional, un álgebra de Banach, que lleva el nombre del matemático Stefan Banach, es un álgebra asociativa {\displaystyle A} sobre los números reales o complejos (o sobre un cuerpo normado completo no arquimediano) que al mismo tiempo también es un espacio de Banach, es decir, un espacio normado que es completo bajo la métrica inducida por la norma. Llamando la norma de {\displaystyle A} como {\displaystyle \Vert \cdot \Vert _{A}} , es necesario que satisfaga la condición
{\displaystyle \Vert x\cdot y\Vert _{A}\ \leq \Vert x\Vert _{A}\,\Vert y\Vert _{A},} para todo {\displaystyle x,y\in A}.
Esta condición nos asegura que la multiplicación en {\displaystyle A} sea continua.
La teoría en álgebras de Banach puede variar mucho dependiendo del cuerpo en el que se trabaje. Por ejemplo, el espectro de un elemento en un álgebra de Banach compleja no trivial nunca será vacía, mientras en un álgebra de Banach real puede ser vacía para algunos elementos de ella. Es importante tener en cuenta que no debemos limitarnos al cuerpo de los reales o complejos, por ejemplo en el análisis p-ádico se trabaja con álgebras de Banach sobre cuerpos de números p-ádicos.

## Definición
Sea {\displaystyle A} un álgebra asociativa sobre los reales o complejos (o sobre un cuerpo normado completo no arquimidiano). Sea {\displaystyle \Vert \cdot \Vert _{A}:A\rightarrow \mathbb {R_{\geq 0}} } una norma tal que
{\displaystyle \Vert x\cdot y\Vert _{A}\leq \Vert x\Vert _{A}\Vert y\Vert _{A}} para todo {\displaystyle x,y\in A},
entonces diremos que {\displaystyle A} es un álgebra normada. Si además esta álgebra normada {\displaystyle (A,\Vert \cdot \Vert _{A})} es un espacio de Banach (espacio vectorial normado y completo) entonces la llamamos un álgebra de Banach.
Note que un álgebra de Banach {\displaystyle A} no se asume ni conmutativa ( {\displaystyle x\cdot y=y\cdot x} para todo {\displaystyle x,y\in A}) ni unitaria ( existe {\displaystyle 1_{A}\in A} tal que {\displaystyle 1_{A}\cdot x=x\cdot 1_{A}=x} para todo {\displaystyle x\in A}).
Llamaremos a un álgebra de Banach real o compleja cuando es sobre el cuerpo de los números reales o complejos respectivamente.

## Estructura

### Homomorfismos
Si {\displaystyle A} y {\displaystyle B} son álgebras de Banach sobre el cuerpo {\displaystyle \mathbb {K} }, diremos que {\displaystyle \rho :A\rightarrow B} es un homomorfismo de álgebras de Banach si {\displaystyle \rho } es una función {\displaystyle \mathbb {K} }-lineal que respeta la multiplicación en ambas álgebras, esto es
{\displaystyle \rho (x\cdot _{A}y)=\rho (x)\cdot _{B}\rho (y)} para todo {\displaystyle x,y\in A},
donde {\displaystyle \cdot _{A}} y {\displaystyle \cdot _{B}} son las multiplicaciones en {\displaystyle A} y {\displaystyle B}  respectivamente.
Dado un homomorfismo {\displaystyle \rho } definimos como el núcleo o kernel de {\displaystyle \rho }  al conjunto {\displaystyle {\text{ker}}(\rho ):=\left\{x\in A;\,\,\rho (x)=0\right\}}el cual no es difícil ver que corresponde a un ideal de {\displaystyle A}.
Es importante tener en mente que no todo homomorfismo entre álgebras de Banach es continuo.

### Álgebras unitarias
Un álgebra de Banach es llamada unitaria si posee un elemento neutro o unidad, esto es, existe {\displaystyle 1_{A}\in A} tal que {\displaystyle 1_{A}\cdot x=x\cdot 1_{A}=x} para todo {\displaystyle x\in A}. No es difícil comprobar que {\displaystyle \Vert 1_{A}\Vert _{A}\geq 1}, de hecho podemos crear una norma equivalente a {\displaystyle \Vert \cdot \Vert _{A}}, digamos {\displaystyle \Vert \cdot \Vert _{A}^{\prime }}  tal que {\displaystyle \Vert 1_{A}\Vert _{A}^{\prime }=1}. De este modo, en toda álgebra de Banach unitaria puede suponerse que la norma de la unidad es {\displaystyle 1}.
Cualquier álgebra de Banach {\displaystyle A} (unitaria o no) puede ser incrustada isométricamente en un álgebra de Banach unitaria {\displaystyle A_{e}} de tal modo que la imagen de {\displaystyle A} sería un ideal cerrado de {\displaystyle A_{e}}. En otras palabras, existe un homomorfimos de álgebras de Banach {\displaystyle \rho :A\rightarrow A_{e}} isométrico tal que {\displaystyle A_{e}} es unitaria y {\displaystyle \rho (A)} es un ideal de {\displaystyle A_{e}}.
Comúnmente se asume desde un principio que un álgebra de Banach es unitaria, la existencia de la unidad en {\displaystyle A_{e}}  ayuda a desarrollar una gran cantidad de resultados que pueden ser trasladados al álgebra de Banach original {\displaystyle A}. Sin embargo este no siempre es el caso, por ejemplo no es posible definir todas las funciones trigonométricas en un álgebra de Banach sin la existencia de la unidad. Otro ejemplo común ocurre en el caso de las C*-álgebras, donde si {\displaystyle A} no tiene unidad, entonces el espectro de Gelfand de {\displaystyle A_{e}} será compacto mientras que el de {\displaystyle A} sólo será localmente compacto.

### Elementos invertibles
Supondremos en esta parte que el álgebra de Banach {\displaystyle A} es unitaria con unidad {\displaystyle 1_{A}}. Sea {\displaystyle x\in A}, diremos que {\displaystyle x} es invertible en {\displaystyle A} si existe un elemento {\displaystyle y\in A} tal que {\displaystyle x\cdot y=y\cdot x=1_{A}}. No es difícil ver que este elemento {\displaystyle y} es único, usualmente se define  {\displaystyle x^{-1}:=y}. Un subconjunto importante del álgebra {\displaystyle A} corresponde a
{\displaystyle {\text{Inv}}(A):=\left\{x,\,\,x{\text{ es invertible en }}A\right\}},
el cual una de sus propiedades es ser un subconjunto abierto de {\displaystyle A}. Un problema interesante ocurre cuando consideramos una sub álgebra {\displaystyle S\subset A} y observar si efectivamente {\displaystyle {\text{Inv}}(S)\subset S}, a estas sub álgebras las llamamos simétricas.
Más aún, la función {\displaystyle x\mapsto x^{-1}} en {\displaystyle {\text{Inv}}(A)} es continua, transformando a este espacio en un grupo topológico.

## Ejemplos

### El álgebra conmutativa C0(X)
Sea {\displaystyle X} un espacio de Hausdorff localmente compacto, definimos entonces
{\displaystyle C_{0}(X):=\left\{f:X\rightarrow \mathbb {C} ,\,\,{\text{continuas que se anulan en el infinito}}\right\}},
en donde "anular en el infinito" significa lo siguiente: para todo {\displaystyle \epsilon >0}, existe un compacto {\displaystyle K\subseteq X} tal que {\displaystyle |f(x)|\leq \epsilon } para todo {\displaystyle x\in X\setminus K}.
({\displaystyle X} debe satisfacer también la condición de ser {\displaystyle \sigma }-compacto).
El espacio {\displaystyle C_{0}(X)} se transforma en un álgebra de compleja mediante la operación puntual, estos es, dadas {\displaystyle f,g\in C_{0}(X)} y {\displaystyle \lambda \in \mathbb {C} } se tiene
- Ponderación: {\displaystyle \lambda f:X\rightarrow \mathbb {C} } donde {\displaystyle (\lambda f)(x)=\lambda f(x)} para todo {\displaystyle x\in X}.
- Suma: {\displaystyle f+g:X\rightarrow \mathbb {C} } donde {\displaystyle (f+g)(x)=f(x)+g(x)} para todo {\displaystyle x\in X}.
- Multiplicación: {\displaystyle f\cdot g:X\rightarrow \mathbb {C} } donde {\displaystyle (f\cdot g)(x)=f(x)g(x)} para todo {\displaystyle x\in X}.

Usando la norma del supremo {\displaystyle \Vert \cdot \Vert _{\infty }}  definida por
{\displaystyle \Vert f\Vert _{\infty }:=\sup \left\{|f(x)|,\,\,x\in X\right\}},
se tiene que {\displaystyle C_{0}(X)} se transforma en un álgebra de Banach.

#### Compacidad de X
Si se añade la condición de que el espacio {\displaystyle X} sea compacto, entonces la condición "anular en el infinito" desaparece, es decir, {\displaystyle C_{0}(X)} corresponde al espacio de funciones continuas en {\displaystyle X}. Además en este caso el álgebra {\displaystyle C_{0}(X)} se vuelve unitaria, cuya unidad corresponde a la función
{\displaystyle 1_{X}:X\rightarrow \mathbb {C} } tal que {\displaystyle 1_{X}(x)=1} para todo {\displaystyle x\in X}
(no confundirse con la función identidad de {\displaystyle X}).
Observe que en este caso
{\displaystyle {\text{Inv}}(C_{0}(X))=\left\{f\in C_{0}(X),\,\,f(x)\neq 0\,\,\,\,\forall x\in X\right\}},
y si {\displaystyle f\in {\text{Inv}}(C_{0}(X))}  entonces {\displaystyle f^{-1}} viene dada por {\displaystyle f^{-1}(x)={\frac {1}{f(x)}}} para todo {\displaystyle x\in X}.

#### Cny Rncomo álgebras de Banach
Considere el conjunto finito {\displaystyle X:=\{1,2,\dots ,n\}} con la topología discreta, de este modo no es difícil ver que el álgebra de Banach compleja {\displaystyle C_{0}(X)} corresponde al conjunto {\displaystyle \mathbb {C} ^{n}} donde por ejemplo, la multiplicación es
{\displaystyle (x_{1},x_{2},\dots ,x_{n})\cdot (y_{1},y_{2},\dots ,y_{n})=(x_{1}y_{1},x_{2}y_{2},\dots ,x_{n}y_{n})} con {\displaystyle x_{1},y_{1},x_{2},y_{2},\dots x_{n},y_{n}\in \mathbb {C} },
y el elemento unidad es {\displaystyle (1,1,\dots ,1)}. Observe también que la norma del supremo se vuelve en la norma del máximo {\displaystyle \Vert \cdot \Vert _{\text{max}}} usualmente utilizada en {\displaystyle \mathbb {C} ^{n}}.
El caso {\displaystyle n=1} resulta en las operaciones usuales de {\displaystyle \mathbb {C} } en donde la norma del supremo se vuelve en el valor absoluto usual de los números complejos.
{\displaystyle \mathbb {R} ^{n}} puede construirse de una manera análoga como un álgebra de Banach real.

#### Álgebra C(X)
Con las mismas operaciones y norma expuestas para {\displaystyle C_{0}(X)} es posible generalizar este espacio en el siguiente
{\displaystyle C(X):=\left\{f:X\rightarrow \mathbb {C} ,\,\,f{\text{ es continua y acotada }}\right\}}
en donde podemos notar que para el caso en que {\displaystyle X} sea compacto se tiene {\displaystyle C(X)=C_{0}(X)}.  Observe que independiente de la topología de {\displaystyle X}, el espacio {\displaystyle C(X)} tendrá unidad (la función constante igual a {\displaystyle 1}).
Observe que {\displaystyle C(X)}  puede ser bastante más grande que {\displaystyle C_{0}(X)}, no sólo posee el elemento neutro en cualquier caso, podemos encontrar en él a las funciones periódicas (de cualquier período), casi periódicas entre otras más. De hecho, si {\displaystyle \beta X} es la compactificación de Stone–Čech de {\displaystyle X}, entonces tenemos que {\displaystyle C(X)} y {\displaystyle C(\beta X)} resultan ser isomorfos como álgebras de Banach.

### Álgebra de operadores continuos
Sea {\displaystyle {\mathcal {H}}} un espacio de Banach y al espacio
{\displaystyle \mathbb {B} ({\mathcal {H}}):=\left\{L:{\mathcal {H}}\rightarrow {\mathcal {H}},\,\,L{\text{ es lineal y continuo }}\right\}},
conocido también como el espacio de operadores acotados de {\displaystyle {\mathcal {H}}}. Observe que la aplicación identidad {\displaystyle {\text{Id}}_{\mathcal {H}}:{\mathcal {H}}\rightarrow {\mathcal {H}}} pertenece a {\displaystyle \mathbb {B} ({\mathcal {H}})} ({\displaystyle {\text{Id}}_{\mathcal {H}}(h)=h} para todo {\displaystyle h\in {\mathcal {H}}}). Las operaciones algebraicas de {\displaystyle \mathbb {B} ({\mathcal {H}})} son las usuales ({\displaystyle L,M\in \mathbb {B} ({\mathcal {H}})} y {\displaystyle \lambda \in \mathbb {C} })
- Ponderación: {\displaystyle \lambda L:{\mathcal {H}}\rightarrow {\mathcal {H}}} donde {\displaystyle (\lambda L)(h)=\lambda L(h)} para todo {\displaystyle h\in {\mathcal {H}}}.
- Suma:  {\displaystyle L+M:{\mathcal {H}}\rightarrow {\mathcal {H}}} donde {\displaystyle (L+M)(h)=L(h)+M(h)} para todo {\displaystyle h\in {\mathcal {H}}}.
- Multiplicación: {\displaystyle L\cdot M:{\mathcal {H}}\rightarrow {\mathcal {H}}} donde {\displaystyle (L\cdot M)(h)=L(M(h))} para todo {\displaystyle h\in {\mathcal {H}}}.

La norma operatoria {\displaystyle \Vert \cdot \Vert } de un elemento {\displaystyle L\in \mathbb {B} ({\mathcal {H}})} viene dada por
{\displaystyle \Vert L\Vert :=\sup \left\{\Vert L(h)\Vert _{\mathcal {H}},\,\,\Vert h\Vert _{\mathcal {H}}\leq 1\right\}}
donde {\displaystyle \Vert \cdot \Vert _{\mathcal {H}}} corresponde a la norma del espacio de Banach  {\displaystyle {\mathcal {H}}}.
Con esta estructura tenemos que {\displaystyle \mathbb {B} ({\mathcal {H}})} es un álgebra de Banach compleja.

#### Matrices reales y complejas
Si consideramos al espacio de Banach {\displaystyle {\mathcal {H}}} como el espacio  {\displaystyle \mathbb {C} ^{n}} entonces no resulta difícil ver que el álgebra de Banach {\displaystyle \mathbb {B} ({\mathcal {H}})} se vuelve en el conocido {\displaystyle {\mathcal {M}}_{n,n}(\mathbb {C} )}, esto es, el espacio de las matrices de tamaño  {\displaystyle n\times n}  con coeficientes complejos.
Observe que en este caso, el subconjunto {\displaystyle {\text{Inv}}(\mathbb {B} ({\mathcal {H}}))} viene dado por el espacio de las matrices {\displaystyle n\times n} invertibles.
De un modo análogo podemos determinar que {\displaystyle {\mathcal {M}}_{n,n}(\mathbb {R} )} es un álgebra de Banach real.

### *-álgebras de Banach
Una *-álgebra de Banach {\displaystyle A} es un álgebra de Banach sobre el cuerpo de los complejos, en conjunto con una involución {\displaystyle ^{*}:A\rightarrow A} satisfaciendo las propiedades para todo {\displaystyle x,y\in A} y {\displaystyle \lambda \in \mathbb {C} }
1. Anti-linealidad: {\displaystyle (x+\lambda y)^{*}=x^{*}+{\overline {\lambda }}y^{*}}.
2. Contravariante: {\displaystyle (xy)^{*}=y^{*}x^{*}}.
3. Idempotencia: {\displaystyle x^{**}=(x^{*})^{*}=x}.

En otras palabras, una *-álgebra de Banach es un álgebra de Banach sobre {\displaystyle \mathbb {C} } que también es una *-álgebra.
Nota: del mismo modo que en un álgebra de Banach, las *-álgebras de Banach no se restringen solamente al cuerpo de los complejos {\displaystyle \mathbb {C} } (puede ser extendido a un cuerpo normado completo e involutivo).

### Álgebra de convolución L1(G)
Sea {\displaystyle G} un grupo localmente compacto (de Hausdorff) no necesariamente conmutativo con medida de Haar {\displaystyle \mu } (izquierda), sea {\displaystyle f\in C_{0}(G)} (definido anteriormente), definimos el soporte de {\displaystyle f} como
{\displaystyle {\text{supp}}(f):=\left\{x\in G,\,\,f(x)\neq 0\right\}},
de este modo podemos definir el subconjunto de {\displaystyle C_{c}(G)} de {\displaystyle C_{0}(G)} como
{\displaystyle C_{c}(G):=\left\{f\in C_{0}(G),\,\,{\text{ supp}}(f){\text{ es compacto}}\right\}}.
La estructura algebraica de {\displaystyle C_{c}(G)} corresponde a la misma de {\displaystyle C_{0}(G)}  con excepción de la multiplicación puntual, para este caso dadas {\displaystyle f,g\in C_{c}(G)} definimos la convolución entre {\displaystyle f} y {\displaystyle g} como
{\displaystyle (f\star g)(x):=\int _{G}f(y)g(y^{-1}x)d\mu (y)} para todo {\displaystyle x\in G}.
Finalmente podemos definir la norma {\displaystyle L^{1}} dada por
{\displaystyle \Vert f\Vert _{L^{1}}:=\int _{G}|f(x)|d\mu (x)} para todo {\displaystyle f\in C_{c}(G)}.
De este modo definimos el álgebra de Banach {\displaystyle L^{1}(G)} como la completación de {\displaystyle C_{c}(G)} con la norma {\displaystyle \Vert \cdot \Vert _{L^{1}}}.

#### Álgebra de medidas
Considerando el caso {\displaystyle G=\mathbb {R^{d}} }, podemos tomar dos medidas de Borel {\displaystyle \mu } y {\displaystyle \nu } de {\displaystyle \mathbb {R} ^{d}}  y que además son de variación acotada, la convolución de estas medidas está dada por
{\displaystyle \int _{\mathbb {R} ^{d}}f(x)d(\mu \star \nu )(x)=\int _{\mathbb {R} ^{d}}\int _{\mathbb {R} ^{d}}f(x+y)d\mu (x)d\nu (y)}, para toda  {\displaystyle f\in C_{c}(\mathbb {R} ^{d})}.
En particular, para todo conjunto {\displaystyle A\subset \mathbb {R} ^{d}} medible, tenemos que
{\displaystyle (\mu \star \nu )(A)=\int _{\mathbb {R} ^{d}\times \mathbb {R} ^{d}}1_{A}(x+y)d(\mu \times \nu )(x,y)}
y la función {\displaystyle 1_{A}:\mathbb {R} ^{d}\rightarrow [0,1]} corresponde a la función indicatriz.
De este modo podemos construir el álgebra de medidas.

## Contraejemplo
El álgebra de los cuaterniones {\displaystyle \mathbb {H} } es un álgebra de Banach real, pero no es un álgebra de Banach compleja por la simple razón de que el centro de los cuaterniones corresponde a los números reales, el cual no puede contener una copia de los números complejos.

## Propiedades

### Serie de Potencias
Muchas funciones elementales que son definidas por medio de series de potencias pueden existir en un álgebra de Banach.
Ejemplos de esto incluye a la función exponencial
{\displaystyle {\text{exp}}(x)=\sum _{n=0}^{+\infty }{\frac {x^{n}}{n!}}=1_{A}+x+{\frac {x\cdot x}{2}}+{\frac {x\cdot x\cdot x}{6}}+\dots }  para todo {\displaystyle x\in A}
y las funciones trigonométricas, a saber
{\displaystyle \sin(x)=\sum _{n=0}^{\infty }{\frac {(-1)^{n}x^{2n+1}}{(2n+1)!}}=x-{\frac {x^{3}}{3!}}+{\frac {x^{5}}{5!}}-{\frac {x^{7}}{7!}}+\cdots ,}  para todo {\displaystyle x\in A}
donde consideramos {\displaystyle x^{n}:=x\cdot x\cdot \cdots \cdot x} (n veces) (y definimos {\displaystyle x^{0}:=1_{A}}). Es importante notar que la existencia de algunas funciones está ligada a que el álgebra sea unitaria.

### Unidad del álgebra
Una propiedad básica de las álgebras de Banach unitarias (de unidad {\displaystyle 1_{A}}) corresponde a que si {\displaystyle x\in A} tal que {\displaystyle \Vert x\Vert _{A}<1} entonces se tiene que {\displaystyle 1_{A}+x} será invertible (esto es, existe {\displaystyle y\in A} tal que {\displaystyle (1_{A}+x)\cdot y=y\cdot (1_{A}+x)=1_{A}}). La manera clásica de probar este hecho es utilizando la fórmula de la serie geométrica; esta fórmula sigue funcionando en un álgebra de Banach unitaria, a saber
{\displaystyle \sum _{n=0}^{+\infty }(-1)^{n}x^{n}=(1_{A}+x)^{-1}} ,  para todo {\displaystyle x\in A} tal que {\displaystyle \Vert x\Vert _{A}<1}.
Otra propiedad importante de la unidad corresponde a que ésta no puede ser un conmutador, es decir, para todo {\displaystyle x,y\in A} se tiene que {\displaystyle x\cdot y-y\cdot x\neq 1_{A}}. Una forma de justificar esto corresponde a que los elementos {\displaystyle x\cdot y} e {\displaystyle y\cdot x} tienen el mismo espectro con excepción (no siempre) del {\displaystyle 0}.

### Teorema del Binomio y elementos conmutativos
Sean {\displaystyle x,y\in A}, se dice que {\displaystyle x} e {\displaystyle y} conmutan si {\displaystyle x\cdot y=y\cdot x=1_{A}}. Los elementos que conmutan entre sí cumplen muchas propiedades como por ejemplo el Teorema del binomio
{\displaystyle (x+y)^{n}=\sum _{k=0}^{n}{\binom {n}{k}}x^{n-k}y^{k}}  para todo {\displaystyle x,y\in A} que conmutan entre sí.
Otro ejemplo ocurre con la función exponencial (definida más arriba para el caso de álgebras de Banach) en donde se tiene que
{\displaystyle {\text{exp}}(x+y)={\text{exp}}(x){\text{exp}}(y)}para todo {\displaystyle x,y\in A} que conmutan entre sí.

### Otras propiedades
- Toda álgebra de Banach real que también es un álgebra de división es isomorfa a los números reales, complejos o cuaterniones. Por lo tanto, la única álgebra compleja de división que es compleja corresponde a los números complejos. Este resultado se conoce como el Teorema de Gelfand-Mazur.
- Toda álgebra de Banach real unitaria sin divisores de cero, y en la cual todo ideal principal es cerrado, es isomorfa a los números reales, complejos o cuaterniones.[8]
- Toda álgebra de Banach real conmutativa y Noetheriana sin divisores de cero es isomorfa a los números reales o complejos.
- Toda álgebra de Banach real conmutativa y Noetheriana de dimensión finita.
- Divisores topológicos de cero en un álgebra de Banach {\displaystyle A} son permanentemente singulares en cualquier extensión de Banach {\displaystyle B} de {\displaystyle A}.

## Teoría espectral
Las álgebras de Banach unitarias sobre los complejos proveen todo lo necesario para el desarrollo de la teoría espectral. El espectro de un elemento {\displaystyle x\in A} está definido como
{\displaystyle \sigma (x):=\left\{\lambda \in \mathbb {C} ,\,\,x-\lambda 1_{A}\,\,{\text{ no es invertible en }}A\right\}},
en donde "invertible en {\displaystyle A}" significa la existencia de un elemento {\displaystyle y\in A} tal que {\displaystyle x\cdot y=y\cdot x=1_{A}}. Como se restringe a la invertibilidad en {\displaystyle A} usualmente se escribe a este subconjunto de {\displaystyle \mathbb {C} } como {\displaystyle \sigma _{A}(x)} (por ejemplo si {\displaystyle B} es un álgebra de Banach que contiene {\displaystyle A} entonces es claro que {\displaystyle \sigma _{B}(x)\subset \sigma _{A}(x)}).
El espectro de cualquier elemento {\displaystyle x} es un subconjunto cerrado de la bola cerrada en {\displaystyle \mathbb {C} } de radio {\displaystyle \Vert x\Vert _{A}} y centro {\displaystyle 0}, de modo que es un conjunto compacto. Más aún, el espectro de todo elemento {\displaystyle x\in A} es no vacío y satisface la fórmula del radio espectral:
{\displaystyle \sup\{|\lambda |,\,\,\lambda \in \sigma (x)\}=\lim _{n\rightarrow +\infty }\Vert x^{n}\Vert ^{\frac {1}{n}}}.
Dado {\displaystyle x\in A} , el cálculo funcional holomorfo nos permite definir {\displaystyle f(x)\in A} para cualquier función holomorfa {\displaystyle f:O\rightarrow \mathbb {C} }  donde {\displaystyle O} es una vecinadad abierta de {\displaystyle \sigma (x)}. De hecho, el Teorema de mapeo espectral (no confundir con el Teorema espectral) dice que
{\displaystyle \sigma (f(x))=f(\sigma (x))}.
Cuando el álgebra de Banach {\displaystyle A} corresponde al álgebra {\displaystyle \mathbb {B} (E)} de operadores lineales acotados del espacio de Banach {\displaystyle E}, la noción de espectro en {\displaystyle A} coincide con el usual de la teoría operatorial.. Para {\displaystyle f\in C(X)} con {\displaystyle X} un espacio compacto de Hausdorff es posible obtener que
{\displaystyle \sigma (f)=\{f(t),\,\,t\in X\}}.
Sea {\displaystyle A} un álgebra de Banach compleja unitaria en la cual todo elemento distinto de cero es invertible (álgebra de división). Para todo {\displaystyle x\in A} existe {\displaystyle \lambda \in \mathbb {C} } tal que {\displaystyle x-\lambda 1_{A}} no es invertible (el espectro nunca es vacío), por lo tanto necesariamente {\displaystyle x=\lambda 1_{A}}, por lo tanto esta álgebra es naturalmente isomorfa a los números complejos {\displaystyle \mathbb {C} } (Teorema de Gelfand-Mazur).

## Ideales y caracteres
Sea {\displaystyle A} un álgebra de Banach conmutativa y unitaria sobre el cuerpo de los complejos {\displaystyle \mathbb {C} }.
Como {\displaystyle A} es entonces un anillo conmutativo con unidad, todo elemento no invertible de {\displaystyle A} pertenece a algún ideal maximal de {\displaystyle A}. Dado que un ideal maximal {\displaystyle {\mathfrak {m}}} en {\displaystyle A} es cerrado, {\displaystyle A/{\mathfrak {m}}} es un álgebra de Banach de división, luego desde el Teorema de Gelfand-Mazur se sigue que hay una biyección entre el conjunto de todos los ideales maximales de {\displaystyle A} y el conjunto {\displaystyle \Delta (A)} de todos los homomorfismos (de álgebras) distintos de cero de {\displaystyle A} a {\displaystyle \mathbb {C} }. El conjunto {\displaystyle \Delta (A)} se denomina "espacio de estructura" o "espacio de caracteres" de {\displaystyle A}, y a sus miembros "caracteres" (se pronuncia "kaɾak̚ˈtɛɾ", con acentuación en la e).
Un caracter {\displaystyle \chi } es un funcional lineal en {\displaystyle A} que es al mismo tiempo multiplicativo, es decir, {\displaystyle \chi (a\cdot b)=\chi (a)\chi (b)} y satisface {\displaystyle \chi (1_{A})=1}. Cada caracter de {\displaystyle A} a {\displaystyle \mathbb {C} } es automáticamente continuo, ya que el núcleo de un caracter es un ideal maximal, el cual es cerrado. Además, la norma (es decir, la norma del operador) de un caracter es {\displaystyle 1}. Equipado con la topología de convergencia puntual en {\displaystyle A} (es decir, la topología inducida por la topología débil-* de {\displaystyle A^{*}}), el espacio de caracteres  {\displaystyle \Delta (A)}, es un espacio compacto de Hausdorff.
Dado {\displaystyle x\in A}, definimos la representación de Gelfand de {\displaystyle x} como la función continua  {\displaystyle {\hat {x}}:\Delta (A)\rightarrow \mathbb {C} } dada por {\displaystyle {\hat {x}}(\chi )=\chi (x)}, además satisface la fórmula
{\displaystyle \sigma (x)=\sigma ({\hat {x}})}.
Observemos también que {\displaystyle {\hat {x}}\in C(\Delta (A))} (funciones continuas a valores complejos en el espacio compacto {\displaystyle \Delta (A)}) . De una forma más explícita
{\displaystyle \sigma ({\hat {x}})=\{\chi (x):\chi \in \Delta (A)\}}.
Como álgebra, un álgebra de Banach conmutativa unitaria es semisimple (es decir, su radical de Jacobson es cero) si y solo si su representación de Gelfand tiene un núcleo trivial. Un ejemplo importante de este tipo de álgebra son las C*-álgebras. De hecho, cuando {\displaystyle A} es un C*-álgebra unitaria conmutativa, la representación de Gelfand es entonces un *-isomorfismo isométrico entre {\displaystyle A} y {\displaystyle C(\Delta (A))}.